# آزادراه ام۹ (اسکاتلند)

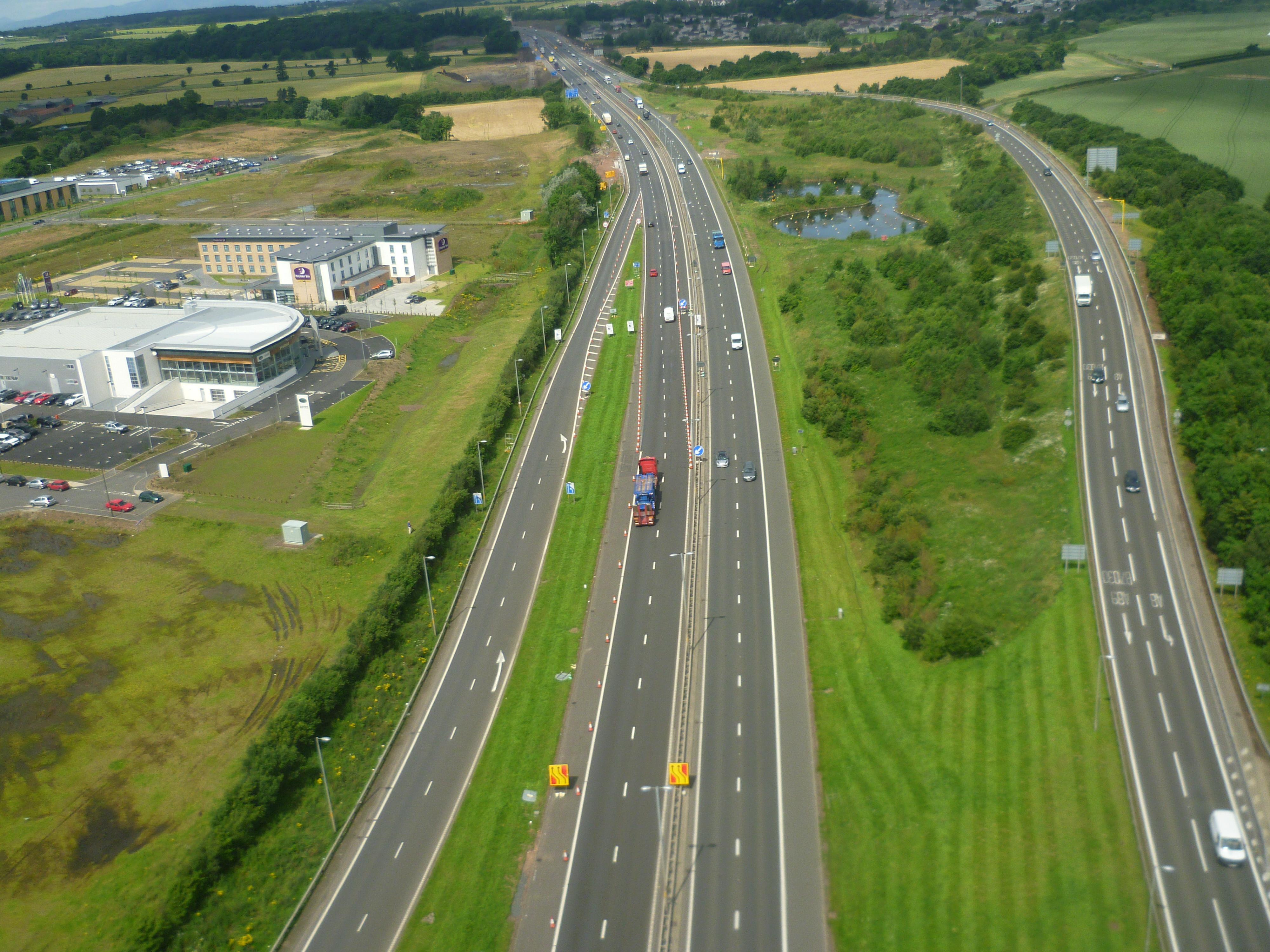
آزادراه ام۹

آزادراه ام۹ (به انگلیسی: M9 motorway) یک آزادراه در کشور اسکاتلند است.
این آزادراه که از شهر نیوبریج شروع میشود ۵۳.۱ کیلومتر (۳۳ مایل) مسافت دارد و از شهرهای مهمی مانند ادینبرو، فورث رود بریج، کینکاردین بریج، فالکریک و استیرلینگ عبور میکند.